# Дманисский гоминид

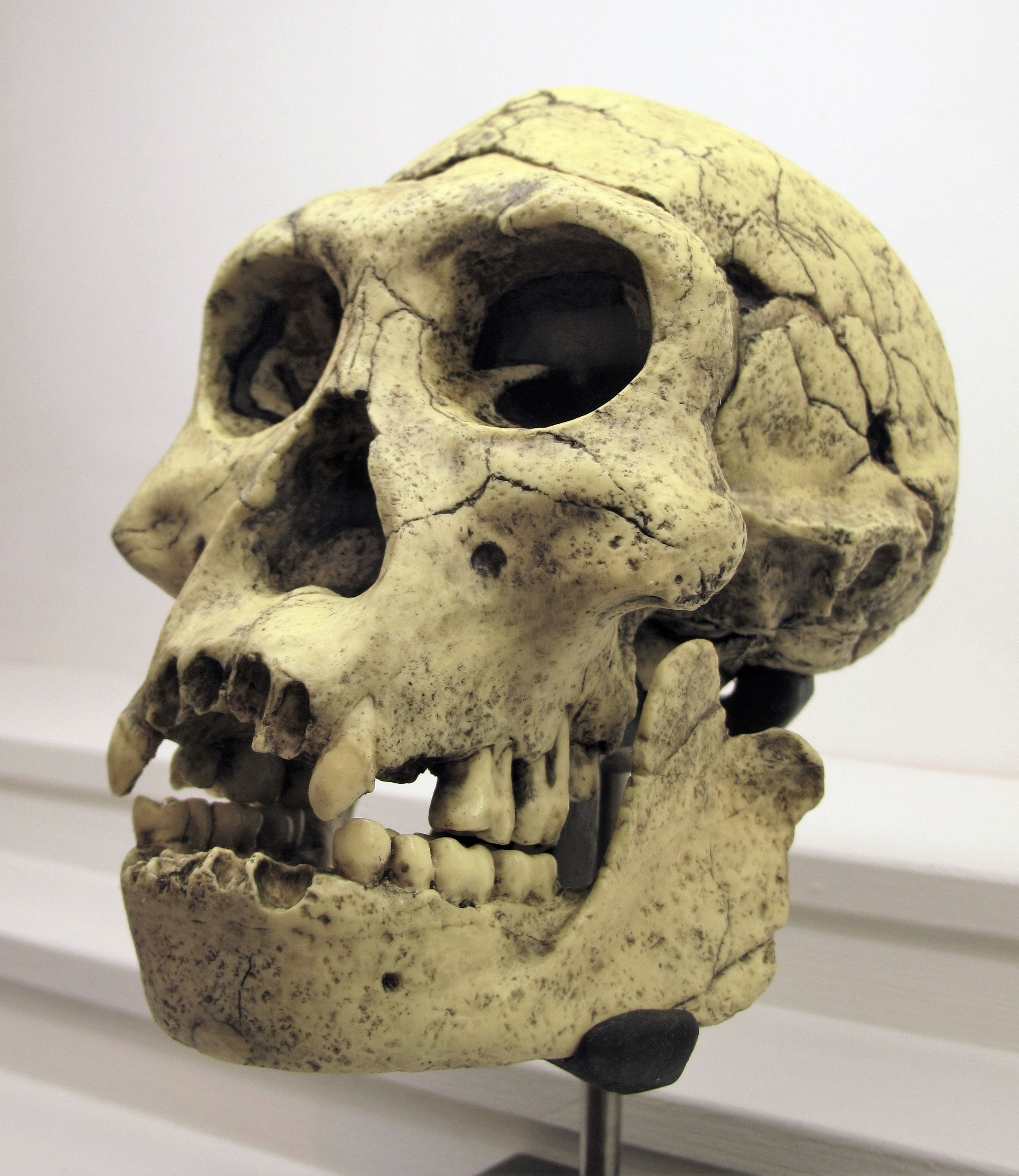
Череп № 3 (D2700-D2735)

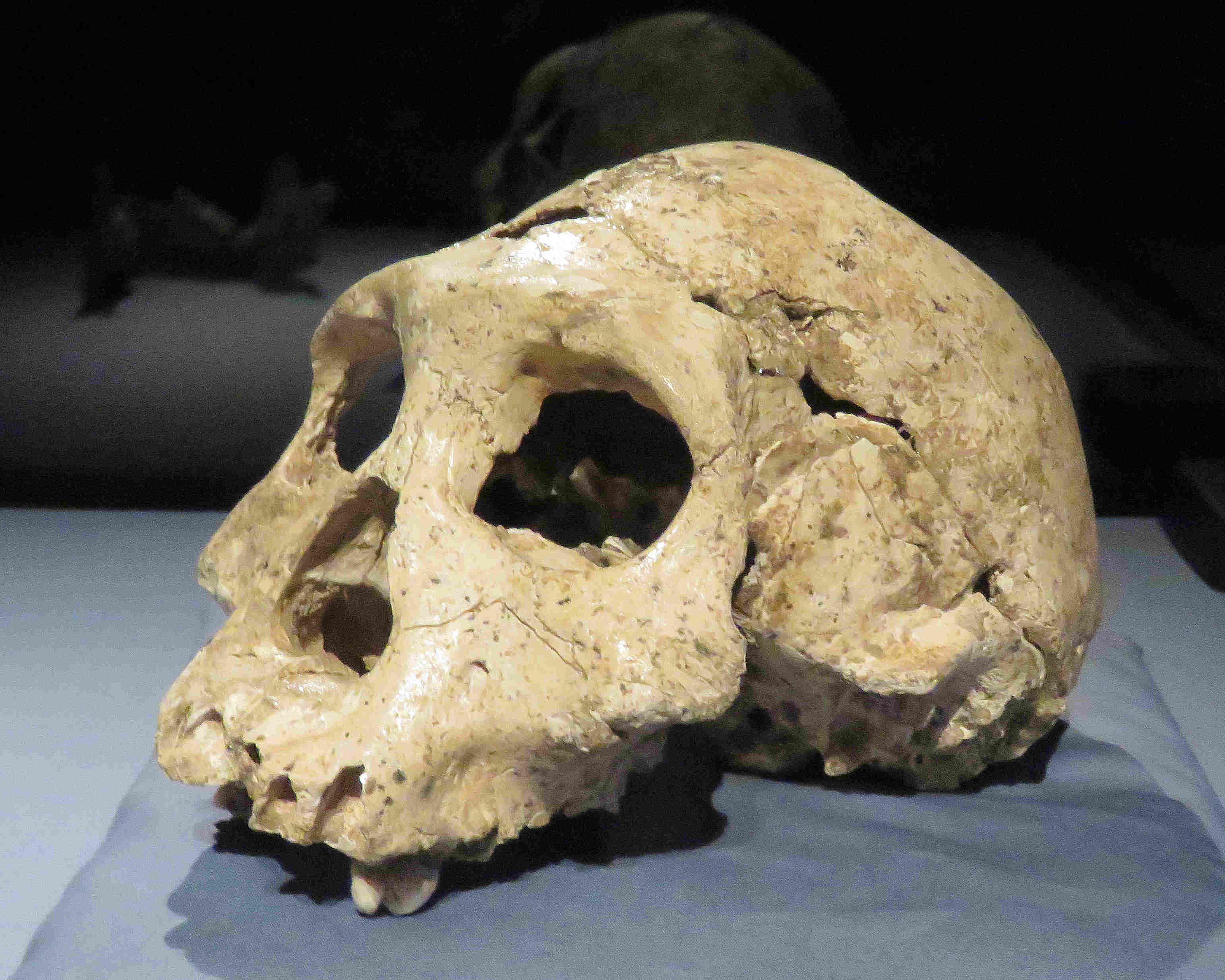
Череп D2700

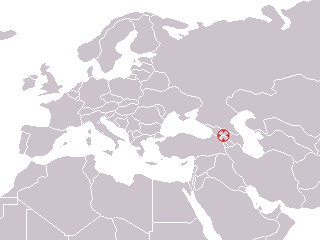
Место находки

Дмани́сский гомини́д — вымершая форма гоминидов, чьи останки обнаружены на территории Грузии. Ранее был известен как Homo georgicus.
Изучение протеома из моляра D4163 вида Homo erectus из Дманиси и из зубной эмали моляра ATD6-92 вида Homo antecessor из Атапуэрки (Испания) показало, что близкой родственной линией для последующих гоминин среднего и позднего плейстоцена, включая современных людей, неандертальцев и денисовцев, является H. antecessor, а не дманисский гоминид.

## Описание
Дманисским гоминидам ранее придавался видовой статус (Homo georgicus — «Человек грузинский»), однако позднее стало преобладать мнение о том, что они являлись локальной разновидностью человека прямоходящего (Homo erectus georgicus), переходной формой между H. habilis и H. ergaster, или переходной формой между H. habilis и H. erectus, как считает Давид Лордкипанидзе с соавторами. Каменные орудия дманисского человека довольно примитивные, лишь немного совершеннее олдувайских орудий человека умелого (H. habilis).

### Обнаружение останков. Возможная история
Первые останки дманисских гоминид были обнаружены в 1991 году в Дманиси и датируются приблизительно 1 млн 770 тысяч лет назад. Череп D2700 и нижняя челюсть D2735 были обнаружены на мысе, образованном при слиянии рек Машавера и Пинесаури в отложениях туфового гравия, непосредственно лежащего над слоем масаверского базальта, датирующегося возрастом 1,85 млн лет назад. Возраст подтверждается как стратиграфическими и палеомагнетическими исследованиями, так и изучением окружающей ископаемой фауны. Таким образом, дманисийские гоминиды — самые древние из известных представителей рода Homo, обитавших на территории вне Африки. Изучение найденных в Грузии останков древних гоминид показало, что когда-то небольшое количество возможных предшественников человека современного типа, вероятно, мигрировало из Африки на Кавказ, где потом они либо вымерли, либо (по одной из гипотез) могли эволюционировать в Homo erectus. Во втором случае, по версии испанских антропологов, потомки эректусов, Homo antecessor, могли бы вернуться назад в Африку, где и началась их дальнейшая эволюция к Homo sapiens, который впоследствии вышел из Африки и распространился по всему миру. Некоторыми авторами оспаривается возраст находок, они относят их к более позднему периоду, до 1,07 млн лет назад.

### Описание находки
Давид Лордкипанидзе, возглавлявший археологические исследования в Дманиси, и его коллеги описали четыре черепа, мозг обладателей которых примерно вдвое уступал по своим размерам (546—780 см³) мозгу современного человека. Находки в Дманиси с 1991 года по 2007 годы представляют собой части скелета подростка и трёх взрослых (в 2005 году был найден ещё один, пятый череп, описанный в 2013 году). Примечателен череп мужчины без зубов D3444, в котором почти все зубные лунки заросли костным веществом, и связанная с ним нижняя челюсть D3900. Точно определить возраст умершего мужчины трудно, но, по мнению Лордкипанидзе, «ему могло быть лет сорок, а то, что кости проросли в полость зубных лунок, означает, что он прожил ещё пару лет после того, как выпали зубы». Возможно, о нём заботились его соплеменники, говорит Лордкипанидзе, что позволило выжить человеку, который не мог жевать пищу. Если археолог прав, то древние люди могли испытывать чувство, похожее на сострадание, — неожиданное качество для тех, кто находился на столь ранней стадии эволюции. Серьёзное нарушение жевания ограничивало бы диету человека продуктами, которые не требовали интенсивного пережевывания (мягкие растения, мозг и костный мозг животных) или которые ранее перорально обрабатывались другими людьми. Что-то подобное можно найти лишь у неандертальцев, живших в Европе во время ледникового периода. По мнению антрополога Филипа Райтмайера, члена дманисской исследовательской группы, это может быть признаком перехода к более высокому уровню отношений, предполагающему способность планировать свои действия и делиться едой с другими.
На основании анализа находок предполагается, что рост дманисских гоминид был 145—166 см, вес — 40—50 кг.
Судя по пропорциям и форме костей, ноги у представителей дманисских гоминид напоминали ноги Homo sapiens, не считая ряда отдельных примитивных черт. Ноги были почти такие же длинные, как у эректусов и современных людей, и заметно длиннее, чем у австралопитеков. По-видимому, дманисские гоминиды отлично бегали и могли проходить пешком большие расстояния. Об этом же свидетельствует и строение позвонков. Руки у них, однако, были скорее как у австралопитеков, что особенно заметно в строении плечевого сустава (по этому признаку дманисские гоминиды напоминают также «хоббитов» с острова Флорес). По коэффициенту энцефализации дманисские гоминиды ближе к хабилисам, чем к эректусам. По строению позвоночника они, наоборот, ближе к последним. Незначительная разница в размерах мужских и женских особей также роднит обладателей найденных останков с Homo erectus и другими ранними предками Homo sapiens.
Нижние челюсти дманисийцев, в отличие от черепов, довольно похожих друг на друга, очень разнородны, особенно выделяется крупным размером челюсть D2600.
Пятый череп из Дманиси D4500 был обнаружен в августе 2005 года. На графике многомерного анализа череп D4500 располагается заметно ближе к «загадочному черепу» KNM-ER 1805 из Кооби Фора и южноафриканскому грацильному австралопитеку Sts 5 из Стеркфонтейна, чем к Homo ergaster. Одно из четырёх отверстий на черепе D2280 появилось из-за трепонемного заболевания, два появились от удара тупым орудием, одно, предсмертное, осталось от укуса хищника.
По размерам черепа эогоминины из Дманиси находятся между Homo habilis и Homo ergaster, в наибольшей степени соответствуя Homo rudolfensis (KNM-ER 1470).
Мелкотелый D2700/D2735 (41 кг и 153,1 см) отличается от крупнотелого UB 10749 из Убайдии (Израиль), схожего с такими раннеплейстоценовыми восточноафриканскими гомининами крупного телосложения как MK3 (IB7594) из Гомборе в районе Мелка-Контуре, KNM WT 15000 (мальчик из Турканы) из Нариокотоме III, KNM-ER 736 и KNM-ER 1808 из Кооби-Форы, что, видимо, отражает разные события ранних миграций представителей рода Homo

### Предположения относительно питания
Вопреки высказанным ранее догадкам, на костях не обнаружилось никаких признаков того, что их обладатели были жертвами крупных хищников. В частности, сохранились целиком некоторые мелкие кости, которые почти никогда не сохраняются в таком виде после трапезы хищного зверя. В Дманиси найдены не только человеческие кости, но и довольно много ископаемых костей вымерших крупных и мелких зверей (гигантских страусов Pachystruthio dmanisensis, примитивных оленей, носорогов, крупных хищников) того же периода. На некоторых костях сохранились царапины, оставленные каменными орудиями. Одна кость, принадлежавшая большому травоядному животному, была разгрызена крупным хищником уже после того, как люди соскребли с неё мясо. Эта находка не может служить строгим доказательством того, что люди из Дманиси уже умели охотиться на крупных животных, но она, возможно, показывает, что они получали доступ к тушам раньше своих конкурентов — медведей, гиен, леопардов и саблезубых тигров.